# Giacomo Falcini
Giacomo Falcini (Santa Margherita Ligure, 19 novembre 1981) è uno schermidore italiano, specializzato nella spada. Cresciuto nella Chiavari Scherma e vincitore di una medaglia di bronzo ai Campionati europei di scherma.

## Palmarès
In carriera ha ottenuto i seguenti risultati:

### Europei
Individuale
A squadre
- Bronzo nella spada a Bourges 2003

### Universiadi
Individuale
A squadre
- Argento nella spada a Pechino 2001

### Campionati italiani
Individuale
- Bronzo nella spada a Napoli 2007
- Bronzo nella spada a Livorno 2011

A squadre
- Bronzo nella spada a Jesi 2008

### Altri risultati
Mondiali giovani
Individuale
- Bronzo nella spada a South Bend 2000

A squadre
- Oro nella spada a Danzica 2001